# Атенс (Джорджия)
А́тенс (англ. Athens), официально Атенс-Кларк (англ. Athens-Clarke) — город-округ в штате Джорджия, США. Входит в округ Кларк. В городе находится Университет Джорджии (англ. University of Georgia), открывшийся в 1785 году. В 1991 году после голосования город отказался от своего устава в целях формирования единого правительства с округом Кларк, именуемой далее Атенс-Кларк Каунти. По переписи 2000 года, в консолидированном городе-графстве (включая всё Атенс-Кларк Каунти, за исключением Уинтервилл и часть Богарт) насчитывалось в общей сложности 100 266 человек населения. По оценке Бюро переписи населения США, к 2006 году численность населения увеличилась на 11,3 %, до 111 580. Атенс является пятым по величине городом в Джорджии и столицей Атенс-Кларк Каунти, общее население пригородов которого составляло 192 222 на 2009 год, по оценкам Бюро переписи населения США.

## История
В конце XVIII века на месте современного города Атенс стояло торговое поселение Сидар-Шолс. 27 января 1785 года Генеральная Ассамблея Джорджии предоставила устав Авраама Болдуина для Университета Джорджии о первой государственной поддержке университета. Шестнадцать лет спустя, в 1801 году комитет попечителей выбрал место для университета на холме над Сидар-Шолс. На 25 июля, Джон Миледж, один из попечителей (а затем губернатор Джорджии), купил 633 акров (2,6 км ²) с Даниелом Изли и подарил её университету.
Первое здание Университета Джорджии было сделано из брёвен. Город рос, земли рядом с колледжем были проданы, чтобы собрать деньги для строительства дополнительных школ. К тому времени, как первые ученики окончили университет в 1804 году, Атенс состоял из трёх домов, трёх магазинов и несколько других зданий перед Фронт-стрит, известной сейчас как Брод-стрит (англ. Broad Street). Старое здание университета, построенное в 1823 году и названное в честь Бенджамина Франклина до сих пор стоит перед основным зданием университета. Это кирпичное здание теперь называется Старый колледж.
Атенс официально стал городом в декабре 1806 с правительством, состоявшим из трёх членов комиссии. Университет продолжает расти, равно как и город. Атенс стал известен как «Манчестер Юга», в честь города в Англии, известного своими мельницами. В 1833 году группа бизнесменов Атенса во главе с Джеймсом Камаком построили одну из первых железных дорог в Джорджии, соединявшую Атенс и Мартатствилл (в настоящее время Атланта).
Во время американской гражданской войны Атенс стал важным центром поставки оружия, когда оружейный арсенал Нового Орлеана был переведён в здание, которое сейчас называется здание Чикопи. Укрепления ещё можно найти по частям реки Окони между колледжем и Окони Санкт.
В ходе реконструкции после разрушений гражданской войны Атенс продолжал расти. Форма правления была изменена правительством в мэр-совет с новым уставом города на 24 августа 1872 вместе с капитаном Генри Бьюссом в качестве первого мэра города. Генри Бьюсс сыграл важную роль в быстром росте города после гражданской войны. После приведения в должность мэра он работал в железнодорожной отрасли, что способствовало росту железных дорог в регионе. Освобождённые рабы переехали в город, началось строительство заводов и новых образовательных учреждений. В городе появились три газеты, созданные бывшими чернокожими рабами — Athens Blade, Athens Clipper и газета «Прогрессивная эра».
В 1880 году в Атенсе стали более плотно действовать городские службы. Департамент полиции Атенса был основан в 1881 году, были также открыты первые государственные школы в 1885—1888 годах. Телефонная связь была введена в 1882 году компанией Bell Telephone. Началась программа асфальтирования улиц и строительства трамваев в 1888 году.
К своему столетию в 1901 году Атенс стал сильно изменившимся городом. Новая ратуша была завершена в 1904 году. Был построен Театр на Мортон где играли свои спектакли известных чернокожие актеры и музыканты, такие как Луи Армстронг, Каб Калловей, и Дюк Эллингтон. Первое высотное здание в Атенсе было построено в 1908 году, семиэтажное здание Южной взаимной страховой компании.
Во время Второй мировой войны, ВМС США построили новые здания и взлетно-посадочные полосы в качестве учебных заведений по подготовке морских лётчиков. В 1954 году ВМС США выбрали Атенсе в качестве площадки для школы флота морского корпуса. Новые школы планируется построить к 2011 году.

## География и климат
По данным Бюро переписи населения США, общая площадь города 118,2 квадратных миль (306,2 км²), из которых 117,8 квадратных миль (305,0 км²) в его земли и 0,5 квадратных миль (1,2 км²) его (0,41 %) является вода.
Так как город находится на юге США, температура зимой не бывает ниже +2 °C, а летом температура воздуха бывает выше +35 °C.

## Правительство
Законодательное Правительство возглавляется мэром и 10 избранными уполномоченными депутатами от 8 географических районов и 2 больших районов, которые охватывают районы 1-4 и 5-8.
В день голосования в законодательное собрание правительство Атенс-Кларк Каунти контролируется мэром и его комиссией. Есть 26 основных департаментов, отделов и подразделений, находящихся в управленческой группе.
Атенс-Кларк Каунти имеет магистрат, суд в отношении несовершеннолетних, муниципальную власть, суд по завещаниям и т. д. Верховный суд охватывает Западный судебный округ, который также включает Окони Каунти.

## Население
По данным переписи 2000 года в насчитывалось 100 266 человек, 39 239 домашних хозяйств и 19 344 семей, проживающих в городе. Плотность населения 851,5 человек на квадратный километр (328,8/км²). Расовый состав города 64,71 % белых, 27,37 % афроамериканцев, 0,21 % коренных американцев, 3,15 % азиатов, 0,04 % жителей тихоокеанских островов, 3,11 % других рас и 1,41 % от двух или более рас. Латиноамериканцев и других рас было 6,39 % населения.
Существовали 39 239 семей, из которых 22,3 % имели детей в возрасте до 18 лет, проживающих с ними, 32,3 % были женатыми парами, 13,3 % семей женщины проживали без мужей, а 50,7 % не имели семьи. 29,9 % всех домохозяйств состоят из отдельных лиц и 5,8 % из них одиноких людей в возрасте 65 лет и старше. Средний размер домохозяйства 2,35, а средний размер семьи 2,95.

## Известные жители
- Ким Бейсингер — актриса.
- Билл Берри — барабанщик и один из основателей американской группы R.E.M.
- Лейла Денмарк — одна из разработчиков вакцины от коклюша. Являлась старейшим практикующим педиатром в мире и одной из самых старых людей в мире.
- Джефф Дэниэлс — актёр, музыкант и драматург.
- Алекс Кендрик — актёр, режиссёр, сценарист, продюсер.
- Райан Ки — вокалист и гитарист группы Yellowcard.
- Фред Миллс — трубач и музыкальный педагог.
- Мадлен Пейру — джаз-исполнительница; автор песен и гитарист.